# Episodi di Doc Martin (quarta stagione)
La quarta stagione della serie televisiva Doc Martin, composta da 8 episodi, è stata trasmessa in prima visione assoluta nel Regno Unito sul canale ITV dal 20 settembre al 8 novembre 2009.
In Italia la stagione è trasmessa in prima visione assoluta su Rai 3.
| Episodio | Titolo                   | Titolo in italiano | Prima TV UK       | Prima TV Italia |
| -------- | ------------------------ | ------------------ | ----------------- | --------------- |
| 1        | Better the Devil         |                    | 20 settembre 2009 |                 |
| 2        | Uneasy Lies the Head     |                    | 27 settembre 2009 |                 |
| 3        | Perish Together as Fools |                    | 4 ottobre 2009    |                 |
| 4        | Driving Mr. McIynn       |                    | 11 ottobre 2009   |                 |
| 5        | The Departed             |                    | 18 ottobre 2009   |                 |
| 6        | Midwife Crisis           |                    | 25 ottobre 2009   |                 |
| 7        | Do Not Disturb           |                    | 1º novembre 2009  |                 |
| 8        | The Wrong Goodbye        |                    | 8 novembre 2009   |                 |